# Ahmad Dschibril

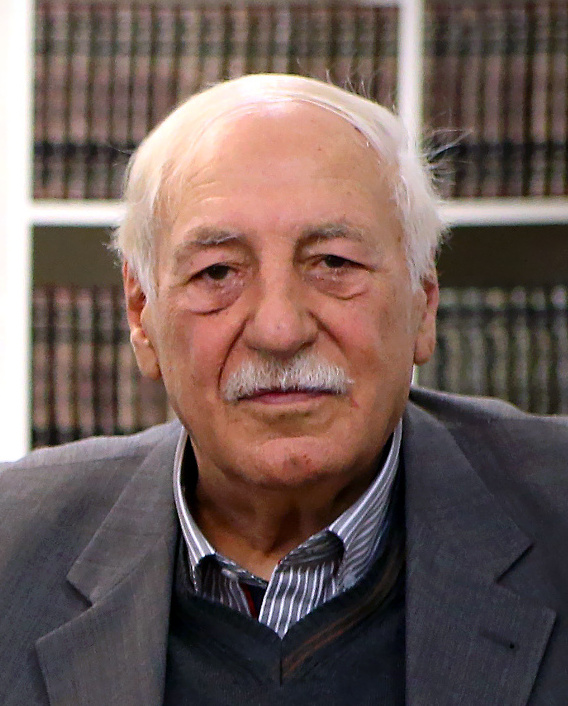
Ahmad Dschibril

Ahmad Dschibril (arabisch أحمد جبريل, DMG Aḥmad Ǧibrīl; auch Jibril; * 1938 im Dorf Jasur, nahe Jaffa; † 7. Juli 2021 in Damaskus) war der Gründer und Führer der Gruppe Volksfront zur Befreiung Palästinas – Generalkommando (PFLP-GC), Teil einer linksgerichteten säkularisierten palästinensischen Ablehnungsfront, so genannt, weil sie Vorschläge eines friedlichen Zusammenlebens mit Israel ablehnen.
Seit ihrer Entstehung 1968 hat die PFLP-GC zahlreiche Anschläge gegen israelische und andere Ziele verübt, sowohl militärische als auch zivile.

## Leben
Dschibril wurde 1938 im sechs Kilometer östlich der Stadt Jaffa gelegenen Dorf Jasur (arabisch يازور; englisch Yazur) geboren. Sein Vater war Palästinenser, seine Mutter hatte tscherkessische Wurzeln und stammte aus Syrien. Ahmad war der einzige Sohn der Familie und hatte fünf Schwestern.
Nachdem ihr Heimatdorf 1948 noch vor der Ausrufung des Staates Israel von der Hagana erobert, entvölkert und später zerstört worden war, floh die Familie nach Syrien, wo sie zunächst in Damaskus, später in Kuneitra lebte. Nach seinem Schulabschluss 1956 besuchte Dschibril bis 1959 eine Militärakademie in Ägypten und erlangte später in den syrischen Streitkräften den Rang eines Armeehauptmanns.
Dschibril hatte acht Kinder. Sein ältester Sohn, Dschihad Ahmad Dschibril, leitete den militärischen Flügel der PFLP-GC, war als Nachfolger Dschibrils vorgesehen und wurde durch eine Autobombe in Beirut am 20. Mai 2002 getötet.

## PFLP-GC
Dschibril war 1959 Mitgründer der Palästinensischen Befreiungsfront und vereinigte sich mit George Habasch, um 1967 die Volksfront für die Befreiung Palästinas zu gründen, eine kommunistische bewaffnete Bewegung, die dem Nationalismus von Jassir Arafats Fatah-Bewegung gegenüberstand.
Dschibril spaltete sich von der PFLP wegen des Streites zwischen Habasch und der syrischen Regierung ab; er ließ sich in seiner Unterstützung Syriens nicht beirren, seine Gruppe blieb in Damaskus.
Obwohl während vieler Jahrzehnte die Ideologie der PFLP-GC größtenteils identisch mit der der PFLP war, machte Dschibril keine Abstriche von seiner Überzeugung, dass Palästina nur durch den militärischen Sieg befreit werden könne. Er verband sich mit Habasch und anderen Splittergruppen in der sogenannten Ablehnungsfront, die Verhandlungen jeglicher Art mit der israelischen Regierung ablehnte. Dschibril startete eine Reihe von erfindungsreichen Angriffen, u. a. die „Nacht der Hängegleiter“ 1988.
Am 7. Mai 2001 brachte die israelische Marine im Hafen von Haifa ein palästinensisches Boot auf, das mit schweren Waffen beladen war. Es wird angenommen, dass Dschibril hinter der Lieferung steckte, die für den Gazastreifen bestimmt war.

## Beziehungen zu Islamisten
Dschibril war der erste Anführer einer Gruppierung der palästinensischen Nationalbewegung, der die Hilfe der Islamischen Republik Iran, der Hisbollah und des Islamischen Dschihad suchte.
Zu Beginn der 1990er-Jahre, mit dem Aufstieg der Hamas im Gazastreifen und dem Westjordanland, hörte Dschibril auf, die Hauptbedrohung für die Israelis zu sein.